# Jelena Walerjewna Owtschinnikowa
Jelena Walerjewna Owtschinnikowa (russisch Елена Валерьевна Овчинникова; * 17. Juli 1982 in Moskau) ist eine russische Synchronschwimmerin.

## Karriere
Owtschinnikowa gewann bei den Olympischen Spielen 2008 in Peking mit dem russischen Team gemeinsam mit Anastassija Dawydowa, Anastassija Jermakowa, Marija Gromowa, Natalja Ischtschenko, Elwira Chassjanowa, Olga Kuschela, Swetlana Romaschina und Anna Schorina die Goldmedaille in der Teamwertung. In den Jahren 2001, 2003, 2005 und 2007 siegte die 173 cm große Russin bei den Weltmeisterschaften im Teamwettbewerb ebenso wie bei den Europameisterschaften 2002 und 2006.
Für ihre Erfolge bekam Owtschinnikowa den Orden der Freundschaft verliehen und wurde zum Verdienter Meister des Sports Russlands.